# Monti Kīrthar
I monti Kīrthar sono una regione collinare del Pakistan meridionale. Si estendono verso sud per circa 300 km dal fiume Mūla nel Belucistan centro-orientale al capo Muāri (o Monze) a ovest di Karāchi sul mare Arabico. La catena forma il confine tra la piana inferiore dell'Indo (a est) e il Belucistan meridionale (a ovest). È costituita da una serie di creste collinari rocciose parallele che si innalzano ad altitudini variabili tra 1200 m nel sud e quasi 2500 m nel nord. È attraversata a nord dal fiume Kolāchi e nel sud dai fiumi Hab e Lyāri, che sfociano nel mare Arabico. Gli abitanti della regione, in prevalenza beluci, jāṭ e brahui, vivono di pastorizia.